# Gare du Mée
Gare du Mée – stacja kolejowa w Le Mée-sur-Seine, w departamencie Sekwana i Marna, w regionie Île-de-France, we Francji.
Jest stacją Société nationale des chemins de fer français (SNCF), obsługiwaną przez pociągi RER linii D.